# Casares de las Hurdes
Casares de las Hurdes è un comune spagnolo di 647 abitanti situato nella comunità autonoma dell'Estremadura.